# Cephalodromia
Cephalodromia is een geslacht van vliegen uit de familie van de Mythicomyiidae. De wetenschappelijke naam van het geslacht werd voor het eerst geldig gepubliceerd door Becker in 1914.

## Soorten
- Cephalodromia albocincta
- Cephalodromia amnicola
- Cephalodromia beckeri
- Cephalodromia bicolor
- Cephalodromia bilineata
- Cephalodromia cognata
- Cephalodromia curvata
- Cephalodromia dichadopercnis
- Cephalodromia dumonti
- Cephalodromia flava
- Cephalodromia fusca
- Cephalodromia gobica
- Cephalodromia humeralis
- Cephalodromia ktantescula
- Cephalodromia longirostris
- Cephalodromia montana
- Cephalodromia nitens
- Cephalodromia ornatifrons
- Cephalodromia pusaensis
- Cephalodromia scutellaris
- Cephalodromia seia
- Cephalodromia simproboscis
- Cephalodromia xanthogramma